# Aeroportul Phoenix–Mesa Gateway
Aeroportul Phoenix–Mesa Gateway (IATA: AZA, ICAO: KIWA, FAA LID: IWA) este un aeroport din Arizona, Statele Unite ale Americii ce deservește zona Mesa. Aeroportul a fost tranzitat în 2019 de 1.763.710 pasageri. A fost numit după zona deservită.
Situat la o altitudine de 421 m, aeroportul dispune de 3 piste.

## Infrastructură

### Piste
Aeroportul dispune de 3 piste: 
- pista 12C/30C din beton, cu dimensiunile 10.201 picioare × 150 picioare
- pista 12L/30R din beton, cu dimensiunile 9.300 picioare × 150 picioare
- pista 12R/30L din beton, cu dimensiunile 10.401 picioare × 150 picioare